# Rebekah Brooks
Rebekah Brooks (geb. Rebekah Mary Wade, * 27. Mai 1968 in Cheshire, England) ist eine britische Journalistin. 

## Jugend und Ausbildung
Rebekah Wade wuchs als Einzelkind in Daresbury im Nordwesten Englands auf. Sie besuchte die Appleton Hall County Grammar School und entschied sich bereits mit 14 Jahren, den Beruf der Journalistin zu ergreifen. Nach dem A-Level übersiedelte sie nach Paris, wo sie für die Architekturzeitschrift L’architecture d'aujourd’hui arbeitete und angeblich an der Sorbonne studiert haben soll. Zurück in England erhielt sie durch den Freund ihres Vaters eine Sekretärinnenposition bei der neu herausgegebenen Zeitschrift The Post von Eddy Shah, die später eingestellt wurde. Wade ging bei Reportern in die Lehre und arbeitete als Investigativ-Journalistin, ehe sie als Sekretärin und später Journalistin bei der Boulevardzeitung News of the World anfing.

## Journalistische Karriere
Wade fiel dem Chefredakteur Piers Morgan auf und wurde mit 29 Jahren stellvertretende Chefredakteurin der Boulevardzeitung The Sun. Im Jahr 2000 wurde sie von Rupert Murdoch zur Chefredakteurin von News of the World befördert. Diese Position hatte sie bis 2003 inne. Von September 2009 bis Juli 2011 leitete die mittlerweile verheiratete Rebekah Brooks den Zeitungsverlag News International, welcher zur News Corporation von Rupert Murdoch gehört. Rebekah Brooks war die jüngste britische Chefredakteurin aller Zeiten und bei der Sun die erste Frau in dieser Position.

## News-International-Skandal
2011 geriet sie im Zuge des Skandals um das Abhören privater Telefongespräche durch News of the World-Redakteure während ihrer Zeit als Chefredakteurin bei der Zeitung in die Schusslinie der öffentlichen Kritik. Die Zeitung wurde infolge des Abhörskandals im Juli 2011 eingestellt. Am 15. Juli 2011 trat sie als Geschäftsführerin von News International zurück und erhielt nach nicht bestätigten Medienberichten, wie im Oktober 2012 bekannt wurde, eine Abfindung von mehr als sieben Millionen Pfund (rund 8,7 Millionen Euro). Darin enthalten sind Bargeld, Pensionszahlungen, Beihilfen zu Anwaltsrechnungen und ein Auto mit Chauffeur.
Am 17. Juli 2011 wurde sie von der britischen Polizei festgenommen und wegen des Verdachts der Verschwörung zum Abhören von Gesprächen und der Bestechung verhört. Einen Tag später wurde sie auf Kaution entlassen. In einer am 19. Juli 2011 öffentlich und live im Fernsehen übertragenen Anhörung vor einem Parlamentsausschuss entschuldigten sich Brooks, Rupert und James Murdoch für die Abhör- und Korruptionsaffäre. Alle drei lehnten jedoch eine Übernahme der Verantwortung ab und bestritten, von den kriminellen Vorgängen gewusst zu haben.
Am 13. März 2012 wurde Rebekah Brooks zusammen mit ihrem Ehemann und vier weiteren Personen wegen des Verdachts der Behinderung der Justiz erneut verhaftet. Tags darauf kam sie ebenso wie alle mit ihr Festgenommenen auf Kaution wieder frei.
Am 28. Oktober 2013 begann der Prozess gegen Rebekah Brooks und sieben weitere Angeklagte. Am 24. Juni 2014 wurde sie freigesprochen.
Ende August 2015 wurde in der Presse bekannt, dass Rebekah Brooks erneut eine leitende Stellung als Verantwortliche für Großbritannien bei Rupert Murdochs News Corp übernehmen soll. Die Nachricht wurde sofort mit Kritik an Rupert Murdoch verbunden. Ihm wurde vorgeworfen, er habe keine Lehren aus dem Skandal gezogen. Auf der anderen Seite hieß es, dies sei als Belohnung für Brooks’ Loyalität zur Firmengruppe von Murdoch zu verstehen. Am 2. September wurde die Berufung Brooks’ von News Corp bestätigt; sie übernimmt die Position von Mike Darcey, der sie drei Jahre innehatte. Sie übernimmt damit die Verantwortung für die Times, Sunday Times und der Sun. Brooks soll in ihrer neuen Stellung die Entwicklung und Übernahme digitaler Nachrichtenformate vorantreiben.
Kurz vor dem Bekanntwerden der erneuten Berufung von Brooks war bekannt geworden, dass nach Abschluss der Polizeiuntersuchung nun die Staatsanwaltschaft die Möglichkeit einer Anklage des Unternehmens News UK der früheren News International als Verantwortliche in dem Abhörskandal überprüfe.

## Privatleben
Sie war von 2002 bis 2009 mit dem Schauspieler Ross Kemp (bekannt aus der Seifenoper EastEnders) verheiratet. Ende 2009 heiratete sie Charlie Brooks und nahm seinen Nachnamen an. Mit Hilfe einer Leihmutter wurde 2012 ihre Tochter geboren.